# 大森 (福島市)
大森（おおもり）は、福島県福島市の大字である。郵便番号は960-1101。

## 地理
福島市南西部の信夫地域に属し、地区内北部に位置する。北西で成川と、北で吉倉、方木田と、東で太平寺、永井川、小田と、南で山田と、西で上鳥渡（飛地）、下鳥渡とそれぞれ隣接する。概ね町村制施行以前の大森村の流れを汲む地域である。大森城の城下町として栄え、信夫郡信夫村の中心市街地であった。市街地周辺は水田が広がる農村部であったが、特に旧市街地以北は福島市街地南側に隣接する郊外地域として宅地化が進み、市内有数の住宅地区となっている。上町に所在する福島警察署及び上鳥渡に所在する福島南消防署信夫分署がそれぞれ管轄にあたる。

### 山
- 城山

### 河川
- 大森川
  - 馬川
    - 赤沢川

### 主な字
- 赤沢
- 後河原
- 荒町
- 石田
- 上ノ台
- 丑子内
- 江端
- 伯父母内
- 飯島
- 街道下
- 街道端
- 家中内
- 家中内前
- 上河原
- 上谷地
- 唐橋
- 河原
- 坿
- 北内町
- 北御手

- 北島
- 北滝ノ前
- 北舘
- 経塚
- 久保内
- 腰巻
- 古舘
- 古舘前
- 北松葉
- 三本桜
- 下町
- 四反田
- 島ノ内
- 下原田
- 下谷地
- 地蔵前
- 城ノ内
- 関場
- 下河原
- 高田

- 高畑
- 滝ノ前
- 竹ノ内
- 竹ノ内前
- 舘ノ内
- 団子田
- 塚越
- 椿舘
- 鶴巻
- 堂ノ裏
- 堂ノ前
- 百目木
- 土手内
- 道場前
- 台畑
- 中河原
- 中町
- 中町裏
- 永田
- 名号内

- 二反田
- 西表
- 馬場
- 日蔭
- 東滝ノ前
- 日ノ下
- 本丸
- 東深町
- 深町
- 八幡南
- 南内町
- 南御手
- 南中道
- 宮ノ前
- 本町
- 本町裏
- 向谷地
- 弥陀内
- 南松葉
- 前田

- 南舘
- 柳下
- 脇

## 歴史
- 1889年（明治22年）4月1日 - 町村制の施行により信夫郡大森村が発足。合併前の旧大森村域は大森村の大字となる。
- 1955年（昭和30年）3月1日 - 大森村が合併により信夫村となり、信夫村の大字となる。
- 1965年（昭和40年）6月1日 - 信夫村が福島市に編入され、福島市の大字となる。

## 世帯数と人口
2022年（令和4年）3月31日現在の世帯数と人口は以下の通りである。
| 大字 | 世帯数   | 人口    |
| ---- | -------- | ------- |
| 大森 | 4313世帯 | 10061人 |

## 小・中学校の学区
市立小・中学校に通う場合、学区は以下の通りとなる。
| 番地 | 小学校             | 中学校             |
| ---- | ------------------ | ------------------ |
| 全域 | 福島市立大森小学校 | 福島市立信夫中学校 |

## 交通

### 鉄道
域内に鉄道施設は存在しない。

### 道路
- 東北自動車道
- 国道13号福島西道路
- 国道115号福島西バイパス（域内北端部のごく一部をかすめる）
- 福島県道148号水原福島線（大森街道）
- 福島県道362号南福島停車場線
- 福島市道25号南沢又大森線
- 福島市道41号荒井太平寺線
- 福島市道43号日ノ下新田ノ目線

### バス
福島交通路線バス
- （福島駅方面） - 丑子内 - 石田 - 島ノ内 - 舘の内 - 上の台 - 大森 - 大森本町信夫支所入口 - 大森小学校前 - 赤十字会館前 - （済生会病院前） - 八幡神社前 - 並柳 - （平田方面）
  - 平田
- （福島駅方面） - 丑子内 - 石田 - 島ノ内 - 舘の内 - 上の台 - 大森 - 滝の前 - （鳥川方面）
  - 鳥川

## 施設
- 大森城跡
  - 大森城山公園
  - 城山観音堂
- 福島市役所信夫支所
- 福島市信夫学習センター
- 福島市立信夫中学校
- 福島市立大森小学校
- 福島ルンビニー幼稚園
- 岩代大森郵便局
- 済生会福島総合病院
- 秀公会あづま脳神経外科病院
- 回生会しのぶ病院
- コープふくしま 方木田店
- ウエルシア福島大森店
- アベイル大森店
- 東北電力大森変電所
- 前田八幡神社
- 黄金八幡神社
- 曹洞宗 円通寺